# Vene renali
Le vene renali sono le vene che drenano i reni. Sboccano nella vena cava inferiore.
Solitamente è unica per ciascun rene, ma non è infrequente trovare più di una vena per ciascun organo.
Si divide in due rami prima di penetrare nel rene:
- il ramo anteriore, che riceve il sangue refluo dalla porzione anteriore del rene;
- il ramo posteriore, che riceve il sangue dalla regione posteriore.

Spesso ciascuna vena possiede un ramo da cui riceve il sangue refluo dall'uretere.

## Asimmetrie
Dal momento che la vena cava inferiore non è in posizione mediana, ma spostata sulla destra, la vena renale sinistra è generalmente più lunga della destra; essa inoltre riceve spesso altre vene:
- la vena frenica inferiore sinistra
- la vena surrenale sinistra
- la vena gonadica sinistra (nel maschio vena testicolare sinistra, nella femmina vena ovarica sinistra)
- la seconda vena lombare sinistra

I corrispettivi del lato destro di queste vene drenano invece direttamente nella vena cava.

## Patologia
Malattie associate alla vena renale includono la trombosi della vena renale (RVT) e la sindrome dello schiaccianoci o sindrome da intrappolamento della vena renale.

## Galleria d'immagini

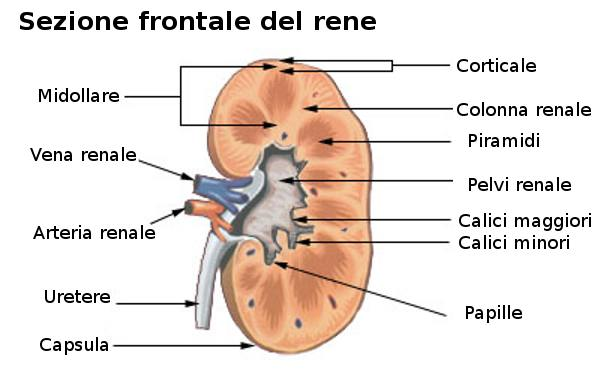
Sezione frontale condotta attraverso il rene
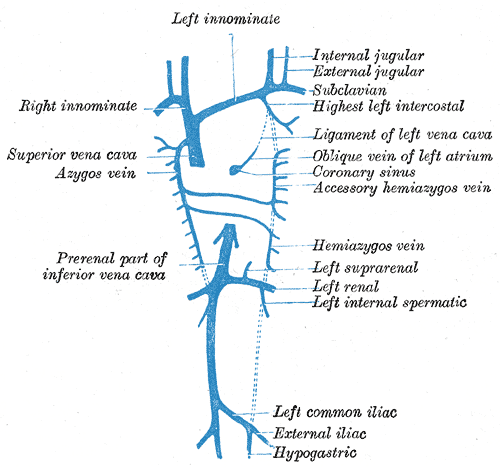
Il sistema venoso del tronco
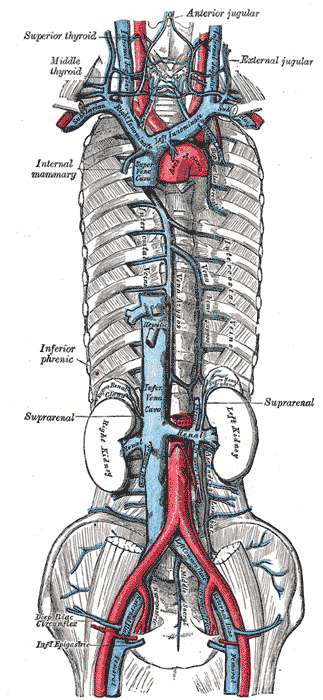
Le vene cave e azygos, con le rispettive tributarie.

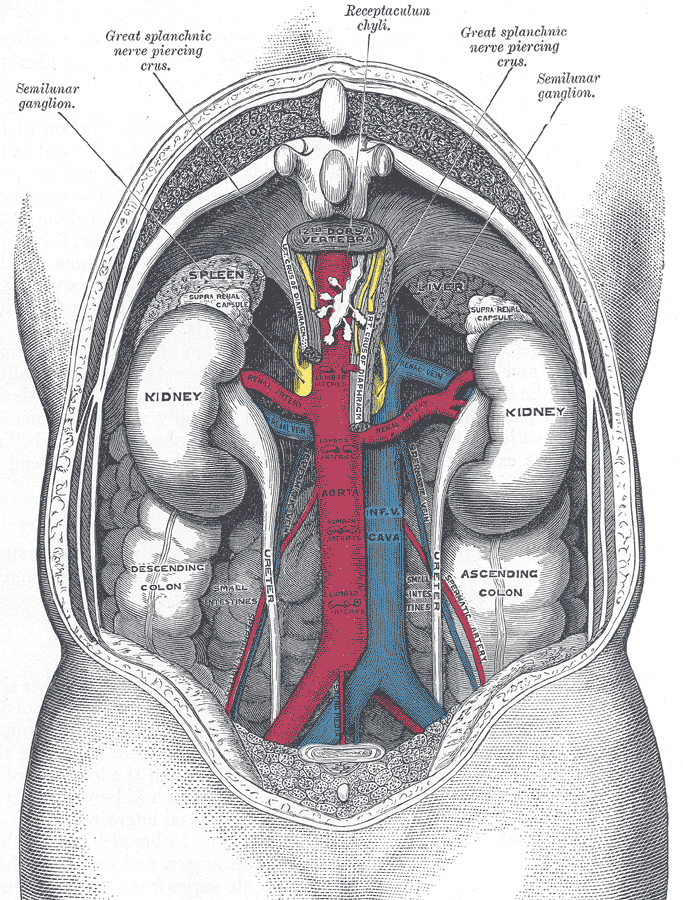
Reni umani visti posteriormente in seguito all'asportazione della colonna vertebrale.
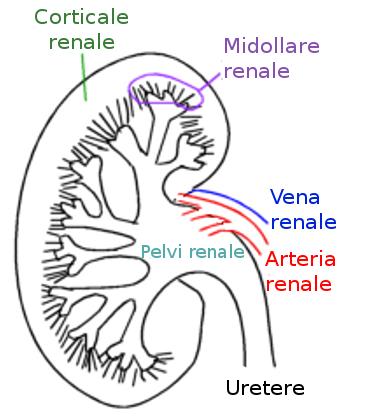
Un rene